# Часовой (пароход, 1874)
«Часовой»— шхуна Балтийской крейсерской таможенной флотилии, а затем вооружённый пароход Каспийской флотилии Российской империи.

## Описание парохода
Паровая шхуна с железным корпусом, строившаяся по одному проекту со шхуной «Страж». Водоизмещение шхуны составляло 207/230 тонн, длина по сведениям из различных источников — от 33 до 34,3 метра, ширина — 6,4 метра, а осадка — 2,5 метра. На судне была установлена паровая машина мощностью 300 индикаторных лошадиных сил, в качестве движителя помимо парусов использовался один гребной винт. В разное время судно было способно развивать скорость от 7-ми до 11-ти узлов. Экипаж шхуны состоял из 36 человек. Первоначальное вооружение шхуны состояло из 4-фунтовых (87-мм) пушек производства Обуховского завода. В период использования судна на Каспийском море в качестве парохода, его вооружение состояло из одной 4-фунтовой пушки образца 1867 года и одной пушки Энгстрема.

## История службы
Пароход «Часовой» был построен в Бьёрнеборге в 1874 году. С 26 октября (7 ноября) 1874 года по 10 (22) января 1898 года находился в составе Таможенной флотилии. С 1876 по 1878 и 1881 по 1883 годы выходила в плавания в Балтийское море, Финский и Рижский заливы. В кампании 1892 и 1893 годов совершала крейсерские плавания в Балтийском море и его заливах.
При этом в кампанию 1876 года командир шхуны капитан-лейтенант В. А. Развозов был награждён орденом Святого Станислава II степени, в кампанию 1878 года — орденом Святого Владимира с бантом за 20 ежегодных кампаний, безупречно проведённых в офицерских чинах, а в 1881 году — орденом Святой Анны II степени.
В кампанию 1884 года совершала плавания во внутренних водах. В 1890 и 1891 годах в составе Балтийской таможенной крейсерской флотилии совершала плавания в Балтийском море и его заливах.
В дальнейшем шхуна «Часовой» по личному распоряжению С. Ю. Витте по внутренним водным путям была переведена в Каспийское море, где включена в состав Каспийской флотилии в качестве вооружённого парохода.
В октябре 1893 года при создании Отдельного корпуса пограничной стражи судно исключили из списков флота и передали в состав флотилии этого корпуса, при этом оно поступило в распоряжение командира Закаспийской бригады.
В 1918 году судно было захвачено английскими войсками, но 4 апреля 1920 года вместе со вспомогательным крейсером «Австралия» перешло на сторону большевиков. 
С 1920 по 1922 год использовался в качестве гидрографического судна, а 1922 года по 9 августа 1928 года — в качестве плавучего маяка, пока вновь не был обращен в гидрографическое судно. 14 февраля 1940 года пароход «Часовой» был сдан на слом для разборки на металл. По другим данным нёс службу до 1947 года.

## Командиры шхуны
Командирами парусно-винтовой шхуны, а затем парохода «Часовой» в составе Российского императорского флота в разное время служили:
- капитан-лейтенант В. А. Развозов (1874—1884 годы)[10].